# 451
Denna artikel handlar om året 451. För Ray Bradburys roman och François Truffauts film med samma namn, se Fahrenheit 451.
451 (CDLI) var ett normalår som började en måndag i den julianska kalendern.

## Händelser

### April
- 7 april – Hunnerna plundrar Metz.

### Juni
- 20 juni – Hunnerna under Attila rycker in i Gallien men besegras av de med varandra förenade romarna (under Aëtius) och visigoterna i slaget vid Châlons (även känt som slaget på Katalauniska fälten), efter vilket mellan 10.000 och 20.000 man ligger döda på slagfältet.

### Oktober
- 8 oktober-1 november – Konciliet i Chalkedon[1] fastställer trosbekännelsen och ger patriarken i Konstantinopel samma rättigheter som biskopen i Rom. Den ortodoxa kyrkan blir helt separerad från den katolska.

### Okänt datum
- I Italien flyr flyktingar till träskområden nära nuvarande Venedig.
- Jerusalem blir patriarkat.
- Dioscorus av Alexandria avsätts som patriark av Antiochia.
- Armenierna besegras av perserna i slaget vid Vartanantz och deras ledare, Mamikonian, dör. Trots denna förlust anser armenierna det har varit en moralisk seger och dess årsdag firas som nationell och religiös festdag.
- Den sasanidiske härskaren Yazdegerd II av Persien avskaffar sabbaten och beordrar att judiska ledare, inklusive exilarken Mar Nuna, skall avrättas.

## Födda
- Jakob av Serugh, syrisk författare.
- Brigid av Kildare, irländskt helgon.

## Avlidna
- Theoderik I, kung över visigoterna (stupad i strid).